# Pentapolis (Italien)

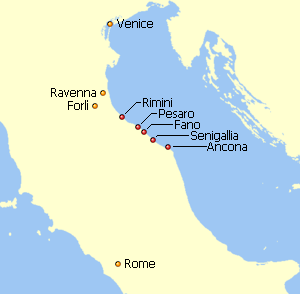
Exarchat von Ravenna mit den Städten der Pentapolis (rot)

Die Pentapolis (gr. „Fünfstädtebund“) war im frühen Mittelalter ein Teil des Exarchats von Ravenna.
Zeitlich versetzt gab es unterschiedliche Definitionen dieser Pentapolis. Zu dieser zählen stets fünf Städte an der westlichen Adriaküste in den heutigen Regionen Marken, Emilia-Romagna und/oder Umbrien von Italien.
Die Städte der sogenannten Pentapoli marittima waren:
- Rimini
- Pesaro
- Fano
- Senigallia
- Ancona